# Prins Oberon
Die Prins Oberon war ein 1970 in Dienst gestelltes Fährschiff der schwedischen Reederei Lion Ferry. Sie wurde bis 1982 als „Englandfähre“ zwischen Bremerhaven und Harwich eingesetzt. Die restliche Dienstzeit verbrachte das Schiff unter verschiedenen Eignern und Routen. Zuletzt wurde es zwischen 1999 und 2008 als Casinoschiff unter dem Namen Ambassador II in Florida genutzt. 2011 ging die ehemalige Fähre zum Abbruch nach New Orleans.

## Geschichte

### Prins Oberon
Die Prins Oberon wurde am 18. August 1969 unter der Baunummer 663 in der Werft von Nobiskrug in Rendsburg auf Kiel gelegt und lief am 21. Februar 1970 vom Stapel. Zwei Tage nach der Übergabe an Lion Ferry nahm das Schiff am 8. Juni 1970 den Fährdienst zwischen Bremerhaven und Harwich auf. 1972 erhielt die Prins Oberon neue Stabilisatoren.

### Prinz Oberon
Im September 1978 wurde das Schiff nach Verkauf an die Deutsche Leasing AG in Prinz Oberon umbenannt und fortan von der Det Forenede Dampskibs-Selskab (DFDS) unter dem Namen „Prinzenlinie“ bereedert. Im Mai 1981 wurde die Fähre ganz von DFDS übernommen. Am 17. Dezember 1982 wurde die auch als „Englandfähre“ bezeichnete Prinz Oberon ausgemustert und in Bremerhaven aufgelegt.
Von Februar bis März 1983 stand das Schiff unter Charter der Stoomvart Maatschappij Zeeland zwischen Hoek van Holland und Harwich im Einsatz, anschließend setzte sie die Sealink British Rail bis Juni 1983 auf derselben Strecke ein. Nach einer längeren Liegezeit in Bremerhaven und Kopenhagen stand die Fähre ab Juni 1984 für DFDS im Dienst, ehe sie im August 1984 abermals in Kopenhagen aufgelegt wurde.

### Nordic Sun
Unter dem neuen Namen Nordic Sun wurde das Schiff im Februar 1985 bei seinem Erbauer Nobiskrug umgebaut und sollte den Dienst zwischen Södertälje und Travemünde aufnehmen, was jedoch unrealisiert blieb. Stattdessen stand die Fähre ab Mai 1985 unter Charter der TT-Saga-Linie zwischen Trelleborg und Travemünde im Einsatz. Nach Auslaufen des Chartervertrags erhielt die Nordic Sun bei Wärtsilä in Helsinki eine Werftüberholung und wurde im selben Monat an die Perbadabab Nasional Shipping Line Berhad in Malaysia verkauft.

### Cruise Muhibah
Nach der Überführung von Helsinki nach Port Klang nahm die Fähre im August 1986 als Cruise Muhibah den Dienst zwischen Kota Kinabalu, Kuching, Kuantan und Singapur auf.
In den folgenden Jahren war das Schiff in mehrere Unfälle verwickelt. Im Oktober 1987 fiel es wegen eines Maschinenschadens aus, im selben Jahr brannte es im Maschinenraum. Am Neujahrstag 1989 lief die Fähre zwischen Kuching und Singapur auf ein Riff auf und konnte erst neun Tage später freigeschleppt werden.
Im Dezember 1989 wurde die Cruise Muhibah an die B&I Line verkauft und traf für Umbauarbeiten am 5. Februar 1990 in Dublin ein.

### Munster
Als Munster nahm das Schiff am 27. April 1990 den Dienst zwischen Rosslare Harbour und Pembroke Dock auf. Von Februar bis März 1991 sowie von Februar bis März 1992 bediente es zudem die Strecke von Dún Laoghaire nach Holyhead.
Nachdem am 31. März 1992 der Chartervertrag auslief, wurde die Fähre nach einer längeren Aufliegezeit in Dublin im April 1993 in Kristiansand generalüberholt und anschließend abermals verchartert.

### Ambassador / Ambassador II
Neuer Betreiber wurde die griechische Reederei Olympic Ferries, die das Schiff ab Juli 1993 als Ambassador zwischen Patras, Igoumenitsa und Bari einsetzte. Nach Insolvenz der Reederei lag die Fähre ab Februar 1994 in Genua auf. 
Unter dem neuen Namen Ambassador II kam das Schiff im Mai 1994 wieder in Fahrt, diesmal unter Charter der tunesischen Cotunav zwischen Tunis, Neapel und Genua. Anschließend stand die Fähre ab Dezember 1994 für Tallink Hansaway (zwischen Travemünde und Tallinn), ab Juli 1995 für Comanav und ab Oktober 1996 für die libysche National Maritime Transport Company im Einsatz, ehe sie im November 1997 wieder aufgelegt wurde.
Im April 1997 ging die Ambassador II in den Besitz von Sterling Shipping über und wurde ab August 1997 in Tyne zum Casinoschiff umgebaut. Ein Brand während der Umbauarbeiten am 29. Januar 1998 verzögerte die Ablieferung, die erst im Juni 1999 erfolgte. Anschließend wurde die ehemalige Fähre unter der Flagge der Bahamas als Casinoschiff von der Sterling Casino Lines ab Port Canaveral vor der Küste Floridas eingesetzt.
Am 6. Juli 2008 stellte die Ambassador II den Betrieb ein. Sie wurde im texanischen Orange aufgelegt und nach zweieinhalb Jahren Liegezeit im Januar 2011 zum Abbruch nach New Orleans geschleppt.